# Paul Ardier
Paul Ardier (* 1563; † 25. September 1638 auf Schloss Beauregard) war ein französischer Finanzier und Kunstliebhaber. 
Er stammte aus der Auvergne, trat in den Dienst des Königs und bekleidete Ämter in der Finanzverwaltung. Nachdem er ein beträchtliches Vermögen erworben hatte, kaufte er das Schloss Beauregard, baute es um und richtete dort eine berühmt gewordene Galerie des illustres ein. Nach seinem Tod wurde die Galerie von seinem Sohn Paul II. Ardier und später von dessen Schwiegersohn Gaspard III. de Fieubet weiter ausgebaut. Paul Ardier finanzierte den Couvent des Feuillants in Paris, wo er auch begraben ist, und das Hôtel-Dieu in Issoire.

## Leben

### Auvergnatischer Bürger
Paul Ardier entstammt einer bürgerlichen Familie aus Issoire in der Auvergne. Sein Großvater, Blaise Cohade, Schreiber der herrschaftlichen Justiz von Saint-Cirgues, heiratete die einzige Tochter und Erbin von Paul Ardier, einem Bürger aus Issoire, unter der Bedingung, dass er den Namen Ardier annimmt. Ihr Sohn und Vater von Paul Ardier, Jean Cohade, genannt Ardier, heiratet Jacquette Doré, die Schwester von Guillaume Doré, der in den Diensten von König Heinrich III. stand. So konnten die Ardiers in die königliche Klientel eintreten.
Paul Ardier hat drei Brüder:
- Jean Ardier, der in der Auvergne blieb;
- Antoine Ardier, Seigneur de Boissat et de Prévalon, Gentilhomme ordinaire du Roi, Commissaire des Guerres;
- Guillaume Ardier, der ebenfalls Aufgaben im königlichen Haushalt wahrnahm.[1]

### Finanzier im Schatten der Phelypeaux
Paul Ardier wurde 1563 geboren. Er war ab 1583 am Hof und wurde Gentilhomme de la Vénerie (Parforcejagd) des Königs. Er heiratete am 6. August 1592 Suzanne Phélypeaux, die Tochter von Louis Phélypeaux und Schwester der späteren Staatssekretäre Paul Phélypeaux de Pontchartrain und Raymond Phélypeaux d’Herbault. Durch diese Heirat, die ihren eigenen sozialen Aufstieg mit dem bereits weitgehend begonnenen Aufstieg der Phélypeauxs verband, sicherte sie sich und seiner Familie ein Vermögen. Sie ermöglichte ihr den Zugang zur Finanzverwaltung und erleichterte seinem ältesten Sohn, Paul II. Ardier, den Beginn seiner Karriere.
Paul Ardier war vor 1594 bis 1619 Berater des Königs und Generalkontrolleur der Gabelles. Im Jahr 1600 wurde er Contrôleur général de l’extraordinaire des guerres (er kontrollierte die Auszahlung der Soldzahlungen an die Armeen). Zwischen 1603 und 1613 war er Trésorier des parties casuelles, d. h. er verwaltete die Gelder aus dem Ämterkauf. Im Jahr 1627 erreichte er die Spitze der Hierarchie in der Finanzverwaltung, als er mit dem wichtigen Amt des Trésorier de l’Épargne betraut wurde, das er bis 1631 behielt. Dieses Amt war essentiell und lukrativ, bestand es doch darin, die Steuereinnahmen zu zentralisieren und umzuverteilen, wobei man einen Prozentsatz erhielt.
Darüber hinaus gehörte Paul Ardier 1634 für die beachtliche Summe von 48.000 Livres zu den Geldgebern der Fermiers généraux des Gabelles, dem Unternehmen von Thomas Bonneau. Er war also sowohl ein Finanzbeamter im Dienste des Königs als auch ein Händler, der der Monarchie Gelder vorstreckte, was zu seiner Zeit üblich war. Sein Sohn Paul II. Ardier tat das Gleiche für 40.000 Livres. Die Beträge dieser Transaktionen lassen den Reichtum der Familie erahnen, die direkt mit dem Umfeld der Ferme des Gabelles verbunden ist. Die Mitglieder dieser Familiennetzwerke sind sowohl Diener des Staates als auch Geldgeber der Monarchie, die ständig Geld benötigt.
Paul Ardier häufte ein beträchtliches Vermögen an. Um seine Familie in den Adel zu integrieren, kaufte er für seine Söhne Ämter, die automatisch den Adelsstand verliehen, verheiratete seine Töchter mit adligen Personen und kaufte sich selbst Ländereien. In Paris wohnte Paul Ardier in einem Hôtel particulier, dem Hôtel Raoul in der heutigen Rue Beautreillis im ehemaligen Quartier Saint-Paul, in der auch viele andere Familien aus seinem Umfeld lebten.

### Seigneur de Beauregard
Um sich einen Grundbesitz zu schaffen, ließ sich Paul Ardier im Blésois nieder, der Heimat seiner Schwiegerfamilie, der Phélypeaux. Im Jahr 1619 kaufte er das Schloss Beauregard für 24.500 Livres. Im Februar 1633 kaufte Paul Ardier, ebenfalls im Blésois, die Herrschaften Vineuil und Le Goulet. Sein Sohn Paul II. Ardier kaufte weitere Ländereien, die es ermöglichten, dass die Domänen der Ardiers 1654 zur Vizegrafschaft erhoben wurden.
Als Paul Ardier das Schloss Beauregard kaufte, bestand es aus zwei Teilen: einem alten Hauptgebäude, das wahrscheinlich aus dem frühen 16. Jahrhundert stammte, drei Stockwerke hoch war und einen Turm besaß, und einer Galerie aus der Mitte des 16. Jahrhunderts. Das Ganze war von mehreren Höfen, Wirtschaftsgebäuden und Gärten umgeben. Er ließ umfangreiche Arbeiten durchführen, die sein Schloss erheblich veränderten. Er kaufte benachbarte Grundstücke, um die Gärten und Höfe zu vergrößern und umzugestalten, während er das Schloss selbst vergrößerte, indem er es teilweise abriss und zwei neue Flügel schuf. Außerdem modernisierte er die Wirtschaftsräume. Diese Arbeiten wurden von den Arbeiten inspiriert, die sein Schwager Raymond Phélypeaux in dessen benachbartem Schloss Herbault durchführte. Diese Konstruktionen wurden im 19. Jahrhundert grundlegend umgestaltet.
Was das Schloss Beauregard so berühmt macht, ist die Galerie des illustres, die Paul Ardier dort anlegte und die aus über 300 Porträts historischer Persönlichkeiten besteht. Sein Sohn Paul II. Ardier ergänzte sie um etwa 40 Porträts seiner Zeitgenossen. Um 1646 führte er ein Projekt seines Vaters zu Ende: Er vollendete das Bodenpflaster dieser Galerie aus blauen Delfter Fayencen (die normalerweise viel zu zerbrechlich sind, um darauf zu gehen), das Paul Ardier bereits 1627 in Auftrag gegeben hatte.
Mit der Einrichtung dieser Galerie folgte Paul Ardier der Mode seiner Zeit. Porträtgalerien waren damals eine beliebte Errungenschaft der hohen Herren und das Vorbild kam von ganz oben: Ende des 16. Jahrhunderts ließ die Königinmutter Caterina de’ Medici in ihrem Pariser Hôtel particulier eine Galerie mit Porträts von französischen Königen, spanischen Königen, italienischen Prinzen, Kaisern des Heiligen Römischen Reiches usw. anlegen. Genau zur selben Zeit wie die Schaffung der Galerie in Beauregard und in derselben Region ließ Sullys Bruder Philippe de Béthune in seinem Schloss Selles eine Porträtgalerie anfertigen. Da die Galerie von Beauregard jedoch mehrere hundert Porträts umfasst, zeigt sie nicht nur Könige oder Prinzen, sondern auch große Herren wie Louis II. de La Trémoille und sogar geadelte Finanziers wie Florimond Robertet aus dem Blésois, den ehemaligen Besitzer von Beauregard.

### Wohltäter der Feuillants de Paris und des Hôtel-Dieu d’Issoire
Paul Ardier stiftete wie die Familien Phélypeaux und Gobelin, mit denen er verbündet war, immer wieder Geld an das Kloster der Feuillanten im früheren Faubourg Saint-Honoré in Paris. Er wurde dort im September 1638 beigesetzt, wie seine Tochter Elisabeth am 2. Januar 1634. Auch andere Mitglieder seiner Familie wurden dort bestattet.
Paul Ardier vergaß seine auvergnatischen Wurzeln nicht und finanzierte durch mehrere Urkunden auch das Hôtel-Dieu in Issoire. Im Jahr 1620 schenkt er dem Hôtel-Dieu ein Gebäude, das an dieses angrenzt, sowie einen Fonds, der eine Rente von zweihundert Livres erbringt. Im Jahr 1633 legte er eine neue ewige Rente in Höhe von dreihundert Livres fest. Das heutige Krankenhaus von Issoire, das das Erbe dieses Hôtel-Dieu antrat, trägt seinen Namen: Centre Hospitalier Paul Ardier.

## Nachkommen
Paul Ardier und seine Frau Suzanne Phélypeaux († 1651) haben mehrere Kinder:
- Paul II. (1595–1671), Seigneur de Beauregard, erster Gehilfe für auswärtige Angelegenheiten seiner Onkel Phélypeaux, Präsident der Chambre des comptes, Ehemann von Louise Olier, Tochter von Jacques Olier und Schwester von Jean-Jacques Olier, dem Gründer der Sulpizianer;[2]
- Raymond Jean (1601–1673), Seigneur de Vaugelay, Conseiller au Parlement de Toulouse, Maître des requêtes;[1]
- Henri oder Hervin, Abt von Saint-André-lès-Clermont;[1]
- Louis († 1676), Seigneur de Vineuil, Secrétaire du Roi, Conseiller d’État, in die Fronde verwickelt,[1][15] und von Bussy-Rabutin in seiner Histoire amoureuse des Gaules erwähnt;[16]
- Claude oder Claudine (1600–1657); ⚭ 1618 Gaspard I. de Fieubet (1577–1647) Gehilfe seines Schwagers Paul;
- Suzanne (1609–1679); ⚭ Jean Diel, Seigneur des Hameaux, Premier Président de la Cour des Aides de Rouen;
- Élisabeth (1610–1634); ⚭ 1633 Claude Gobelin († 1666), Intendant d’Armée, Coneiller d’Ètat.[1]

In der Revue d’Auvergne werden zwei weitere Kinder erwähnt:
- Marguerite; ⚭ Jacques Legendre, Contrôleur général des Gabelles;[15];
- Jacquette; ⚭ M. de Chalandrat, Seigneur de Saint-Yvoine,[15]

aber nur die ersten sieben Kinder werden in dem am 29. November 1638 vor Maître Baudoin, einem Notar in Paris, erstellten Inventar nach dem Tod erwähnt, in dem es heißt, dass sie „jeweils Erben für einen siebten Teil und Anteil des Herrn von Beauregard, ihres Vaters, sind“.